# プリモ・カルネラ
プリモ・カルネラ（Primo Carnera、1906年10月26日 - 1967年6月29日）は、イタリアのプロボクサー、プロレスラー。フリウリ＝ヴェネツィア・ジュリア州セクアルス出身。元世界ヘビー級王者。

## 人物
- 身長201cmで史上最も背が高い世界ヘビー級王者と喧伝されていたが、実際の身長は198cmだった。当時でも最も身長の高い世界ヘビー級王者はは201cmのジェス・ウィラードであった。
- ボクシング時代の朝食について「オレンジジュースを1クォート（約946ml）に牛乳を2クォート、トーストを19枚、卵を14個、パン1塊、ハムを半ポンド」を食べると喧伝されていた。
- ギャングと関わりを持っていた疑惑があり、1929年11月18日のヤング・ストリブリング戦、同年12月7日のストリブリングとの再戦は八百長試合と言われている。1930年4月14日にカリフォルニア州で行ったレオン・シュヴァリエとの試合も八百長試合と見なされ、カルネラはカリフォルニア州から追放処分となっている。1931年10月5日の「タイム」の記事では、カルネラに負けなければ殺すと脅されたとシュヴァリエが述べており、他にも1930年1月24日のビッグ・ボーイ・ピーターソン戦、同年1月30日のエルゼアル・リオックス戦、同年2月6日のカウボーイ・ビリー・オーウェンズ戦、同年6月23日のジョージ・ゴッドフリー戦が八百長疑惑があると書かれている。

## 来歴
1928年にレオン・シーのスカウトでプロボクサー入り。
1928年9月12日、フランスのパリでプロボクシングデビュー。1930年から主戦場をアメリカに移した。
1932年11月18日、身長202cmで当時最も身長が高かったヘビー級ボクサーのホセ・サンタと対戦し、6回KO勝ち。
1933年2月10日、アーニー・シャアフと対戦し、13回KO勝ちを収めるが、シャアフは4日後に死亡した。

### 世界ヘビー級王者
1933年6月29日、ニューヨークのマディソン・スクエア・ガーデン・ボウルで世界ヘビー級王者ジャック・シャーキーに6回KO勝ちして王座を獲得。
1934年6月14日、3度目の防衛戦でマックス・ベアに11回TKO負けを喫し王座から陥落した。
1935年6月25日、ニューヨークのヤンキー・スタジアムでジョー・ルイスと対戦し、6回TKO負け。
1938年、糖尿病が悪化したため腎臓を除去した。
1939年3月13日、郵便局の事務員の女性と結婚した。
1945年、約8年ぶりにボクシングに復帰し、2回KO勝ちを収める。

### プロレス転向
1946年にプロレスラーに転向し、1946年8月22日にカリフォルニア州でプロレスデビュー。1948年7月8日にはフランク・セクストンの持つAWAボストン世界ヘビー級王座に挑戦し引き分ける。
1950年ごろ、サンダー・ザボーと組んでNWA世界タッグ王座（サンフランシスコ版）を奪取。
1952年3月8日にはボストンにてルー・テーズの持つNWA世界ヘビー級王座に挑戦。
1953年、アメリカ合衆国の市民権を取得して、ロサンゼルスに移住した。
1954年7月17日にはフレッド・ブラッシーの持つNWA南部ヘビー級王座（ジョージア版）に挑戦。
1955年には日本プロレスに来日して力道山と対戦している、4月27日には レオ・ノメリーニの持つNWA世界ヘビー級王座に再挑戦、5月10日にはタッグでキンジ渋谷と対戦。
1956年11月28日にはロサンゼルスでボボ・ブラジルと組んでNWAインターナショナルTVタッグ王座（ロサンゼルス版）を奪取。
1957年には世界ヘビー級王座（ヨーロッパ版）（ジョージ・ハッケンシュミットが捲いたベルト）を奪取。
1959年3月11日にはハワイでNWAハワイヘビー級王座に挑戦。
1961年5月12日シカゴにてバディ・ロジャースの持つNWA USヘビー級王座に挑戦、8月22日にはフレッド・ブラッシーの持つWWA世界ヘビー級王座に挑戦、翌年の1962年2月22日にも再戦。
バッド・シュールバーグの小説「殴られる男」は、カルネラをモデルに書かれた。後にマーク・ロブソン監督、ハンフリー・ボガート主演で映画化された。
1963年、引退。
1967年6月29日、肝臓病と糖尿病の合併症により死去。
1990年、世界ボクシング殿堂入り。2019年にはWWE殿堂のレガシー部門に迎えられた。

## 得意技
- 殺人パンチ[3]

## 獲得タイトル
- 世界ヘビー級王座（ヨーロッパ版）[10]
- NWA世界タッグ王座（サンフランシスコ版）（w / サンダー・ザボー）[5]
- NWAインターナショナルTVタッグ王座（ロサンゼルス版）（w / ボボ・ブラジル）[9]
- WWE殿堂（レガシー部門）（2019年）[16]